# Дочь Бургера
Дочь Бургера (англ. Burger's Daughter) — политический и исторический роман Южно-Африканской лауреатки Нобелевской премии по литературе Надин Гордимер, впервые опубликованный в Великобритании в июне 1979 года Джонатаном Кейпом.
Будучи запрещённой в Южной Африке, копия книги была тайно пронесена в тюремную камеру Манделы на острове Роббенэйланд, и он сообщил, что «хорошо обдумал её».

## Краткое содержание
Роман начинается в Йоханнесбурге, Южная Африка, в 1974 году во времена апартеида. Розе 26 лет, и её отец, Лайонел Бургер, белый африканер, борющийся против апартеида, умер в тюрьме после отбытия трёх лет пожизненного срока за государственную измену. Когда ей было 14 лет, её мать, Кэти Бургер, тоже умерла в тюрьме. Роза выросла в семье, которая активно поддерживала свержение режима апартеида, и дом, в котором они жили, распахивал свои двери для всех, кто поддерживал борьбу, независимо от цвета кожи. С ними жил «Бааси» (маленький босс), чернокожий мальчик, ровесник Розы, которого Бургеры «усыновили», когда его отец умер в тюрьме. Бааси и Роза росли как брат и сестра. Родители Розы были членами запрещённой Южно-Африканской коммунистической партии, и её несколько раз арестовывали, ещё когда она была ребёнком. Когда Розе исполнилось девять лет, её отправили погостить к отцу; Бааси отправили куда-то ещё, и она потеряла с ним связь.

## Публикация и запрет
Гордимер знала, что «Дочь Бургера» будет запрещена в Южной Африке. После того, как книга была опубликована в Лондоне Джонатаном Кейпом в июне 1979 года, экземпляры были отправлены в Южную Африку, а 5 июля 1979 года книга была запрещена к ввозу и продаже в Южной Африке.